# Зустріч на Ельбі (фільм)
«Зустріч на Ельбі» (рос. Встреча на Эльбе) — радянський художній фільм 1949 року, що розповідає про початок історії взаємин США і СРСР в післявоєнній Німеччині на прикладі двох міст і їх комендантів, а також про підступи ЦРУ проти СРСР. Лідер прокату 1949 року (24,2 мільйона глядачів) в СРСР. За цей фільм Григорій Александров і Любов Орлова, серед багатьох інших учасників зйомки, стали лауреатами Сталінської премії 1950 року. У 1965 році фільм був «відновлений» на кіностудії «Мосфільм» (перемонтаж окремих сцен, переозвучка; реж. Тамара Лисиціан, звукооператор В. Ладигіна).

## Сюжет
Дія фільму починається в кінці війни із зустрічі радянського командира з західними союзниками. Вперше зустрівшись на Ельбі, коменданти міст, розташованих в радянському і американському секторах, подружилися.
У фільмі показується життя німців на територіях, зайнятих радянськими військами і американськими, відповідно до ідеологічних замовлень радянської держави. Показовим є епізод, коли бургомістр міста, зайнятого радянськими військами, біжить в західну частину, але потім, розкаявшись, повертається, не в силах спостерігати соціальну і расову несправедливість, що панує в американській частині. Цікаві у цьому ж плані і епізоди фільму, що показують миролюбне і дбайливе ставлення радянської влади до німців.
В кінці фільму в радянській частині виявляють і розкривають нацистську змову, організовану американцями. Комендант американської частини, офіцер, вірний своєму обов'язку, намагається перешкодити нацистам, пам'ятаючи, що це їх спільний ворог, але жінка — емісар ЦРУ — перешкоджає йому. В кінці фільму, після провалу операції, вона залишає Німеччину.

## У ролях
- Владлен Давидов —  радянський військовий комендант, майор (пізніше полковник) Кузьмін
- Костянтин Нассонов —  член військової ради Маслов
- Борис Андрєєв —  сержант Єгоркін
- Любов Орлова —  американська розвідниця, журналістка Джанет Шервуд
- Михайло Названов —  майор Джеймс Хілл
- Іван Любєзнов —  сержант Гаррі Перебейнога
- Володимир Владиславський —  генерал Мак-Дермот
- Фаїна Раневська —  місіс Мак-Дермот
- Андрій Петров —  радянський офіцер
- Андрій Файт —  нацист Шранк, що ховається під прізвищем антифашиста Краузе
- Юрій Юровський —  професор Отто Дітріх
- Геннадій Юдін —  Курт Дітріх
- Ераст Гарін —  капітан Томмі
- Сергій Ценін —  сенатор Вудді
- Віктор Кулаков —  Ернст Шметау
- Лідія Сухаревська —  Ельза Шметау
- Микола Нікітіч —  Шульц
- Рина Зелена —  німкеня з велосипедом
- Харій Авенс —  американець
- Євген Калузький —  генерал в посольстві  (немає в титрах)
- Михайло Воробйов —  епізод  (немає в титрах)

## Знімальна група
- Сценарій — Брати Тур (Леонід Тубельський, Петро Тур), Лев Шейнін
- Режисер-постановник — Григорій Александров
- Оператор-постановник — Едуард Тіссе
- Художник-постановник — Олексій Уткін
- Композитор — Дмитро Шостакович
- Звукооператор — Сергій Минервін
- Режисер — Павло Арманд
- Монтаж — Єва Ладиженська
- Оператор — Антоніна Егіна, Віктор Домбровський
- Художник — Юрій Волчанецький
- Художник-гример — Віра Рудіна
- Звукооформленіе — Раїса Лукіна
- Текст пісень — Євген Долматовський, Василь Лебедєв-Кумач
- Диригент — Арнольд Ройтман, Олександр Цфасман
- Директор картини — Ігор Вакар